# Cribbia
Cribbia Senghas 1985 , es un género con cuatro especies de orquídeas de hábitos epífitas perteneciente a la tribu Vandeae. Este género fue segregado del género Rangaeris.

## Taxonomía
El género fue descrito por Karlheinz Senghas y publicado en Die Orchidee 1118. 1983.
Etimología
Su nombre genérico se impuso en honor de Phillip Cribbs de Kew. 

## Distribución
Es nativo del África tropical.

## Especies
- Cribbia brachyceras (Summerh.) Senghas (1985).
- Cribbia confusa P.J.Cribb (1996).
- Cribbia pendula la Croix & P.J.Cribb (1997).
- Cribbia thomensis la Croix & P.J.Cribb (1997).